# An Nam
An Nam (Chữ Nho: 安南) là một quốc danh Việt Nam cũ, thông dụng trong giai đoạn 679 - 1945.

## Lịch sử

Tư tưởng dĩ Hoa vi Trung coi Hán – Đường – Tống – Minh làm nguyên mẫu học tập, nhưng cũng nuôi lớn khát vọng bá quyền phương Nam của đế quân An Nam.

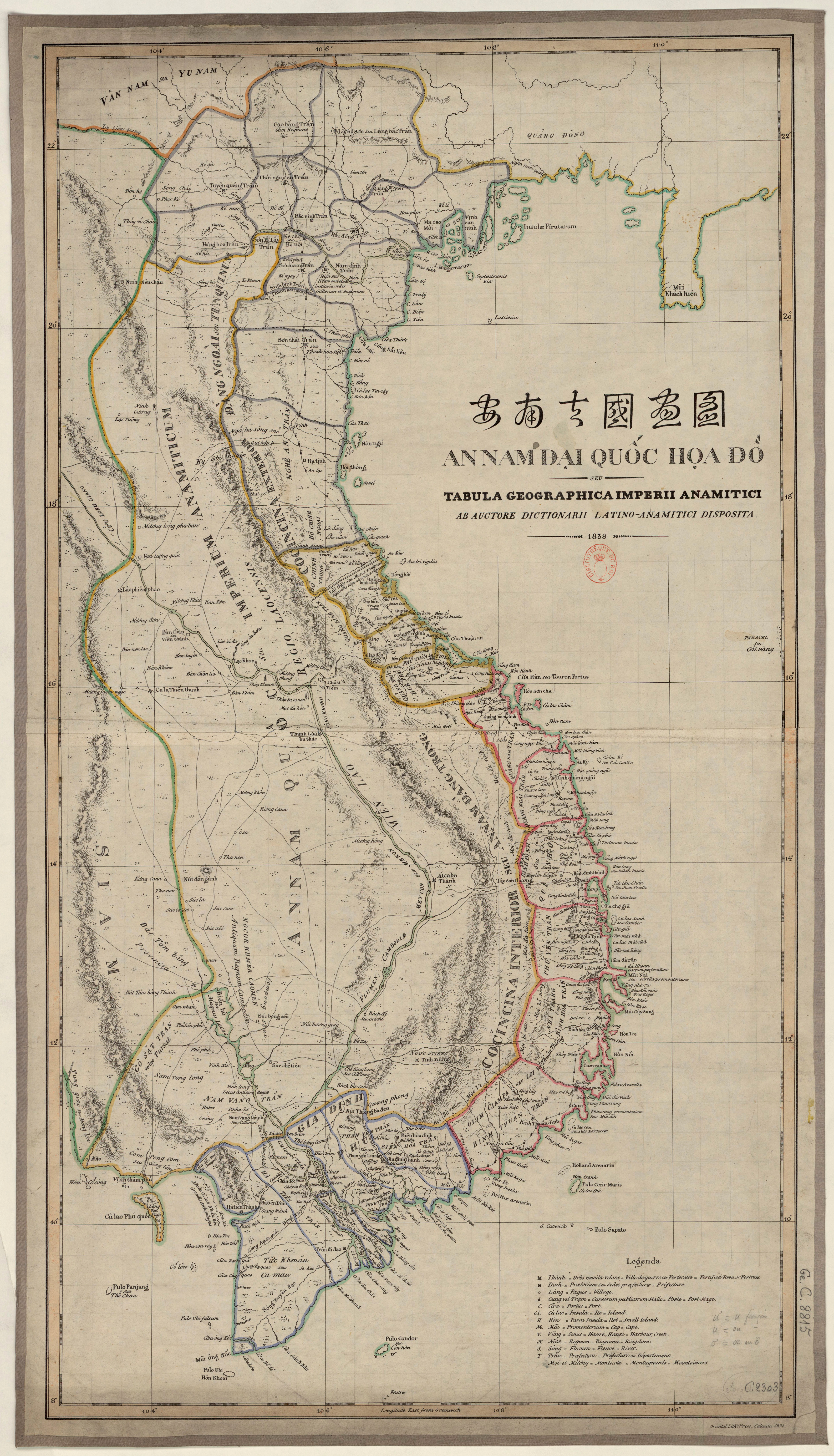
An Nam đại quốc họa đồ (安南大國畫圖) do Jean Louis Taberd ấn hành tại Nam Kì năm 1838.

Theo cổ sử, địa danh An Nam xuất hiện năm 679 với việc triều Đường Cao Tông đổi Giao Châu tổng quản phủ (từ 622) thành An Nam đô hộ phủ (安南都護府). Về mặt pháp lý, địa danh này tương ứng các cơ quan An Bắc (nay thuộc Bắc Bộ CHND Trung Hoa), An Đông (nay thuộc bán đảo Cao Ly), An Tây (nay thuộc Tây Bộ CHND Trung Hoa).
Kể từ đó đến cả sau khi giành tự chủ, An Nam là cách gọi chính thức trong giao thiệp giữa triều đình Việt Nam với triều đình Trung Hoa, trong khi người Cao Ly, Nhật Bản và muộn hơn là người Âu châu thường gọi Giao Chỉ. Trong các văn kiện từ đầu thế kỉ XX về trước, người Việt Nam thường xưng An Nam quốc (安南國) hoặc Nam quốc khi đề cập bản xứ. Ban đầu, triều đình Trung Hoa chấp thuận danh xưng An Nam quốc nhưng vẫn gọi phiếm Nam bang hoặc Giao Chỉ quốc, từ triều Mạc vì viện cớ Mạc Thái Tổ tiếm vị trái lễ nghĩa nên hạ xuống An Nam đô thống sứ ti (安南都統使司).
Trong khoảng một ngàn năm tự chủ, mặc dù đa số triều đại đều chọn Đại Việt làm quốc danh chính thức, nhưng lối gọi này không được phần đông hưởng ứng nên thường tồn tại trong các văn kiện pháp lý và có tính nội bộ. Mãi tới khi triều Thanh suy vi, hoàng đế Nguyễn Thánh Tổ mới ban đạo dụ nhất quán gọi Đại Nam quốc, tuy nhiên danh xưng An Nam vẫn không dứt.

### Bắc thuộc
Thời Bắc thuộc (Việt Nam bị Trung Quốc đô hộ), nhà Đường ở Trung Quốc đã đặt Việt Nam (tương ứng với khu vực miền Bắc Việt Nam ngày nay) là An Nam đô hộ phủ (679-757 và 766-866). Thời kỳ 757-766, Việt Nam mang tên Trấn Nam đô hộ phủ. Năm 866, thăng An Nam đô hộ làm Tĩnh Hải quân tiết độ.
Sau khi giành được độc lập, các triều vua Việt Nam thường phải nhận thụ phong của Trung Quốc, danh hiệu An Nam quốc vương (kể từ năm 1164 hoặc 1174).

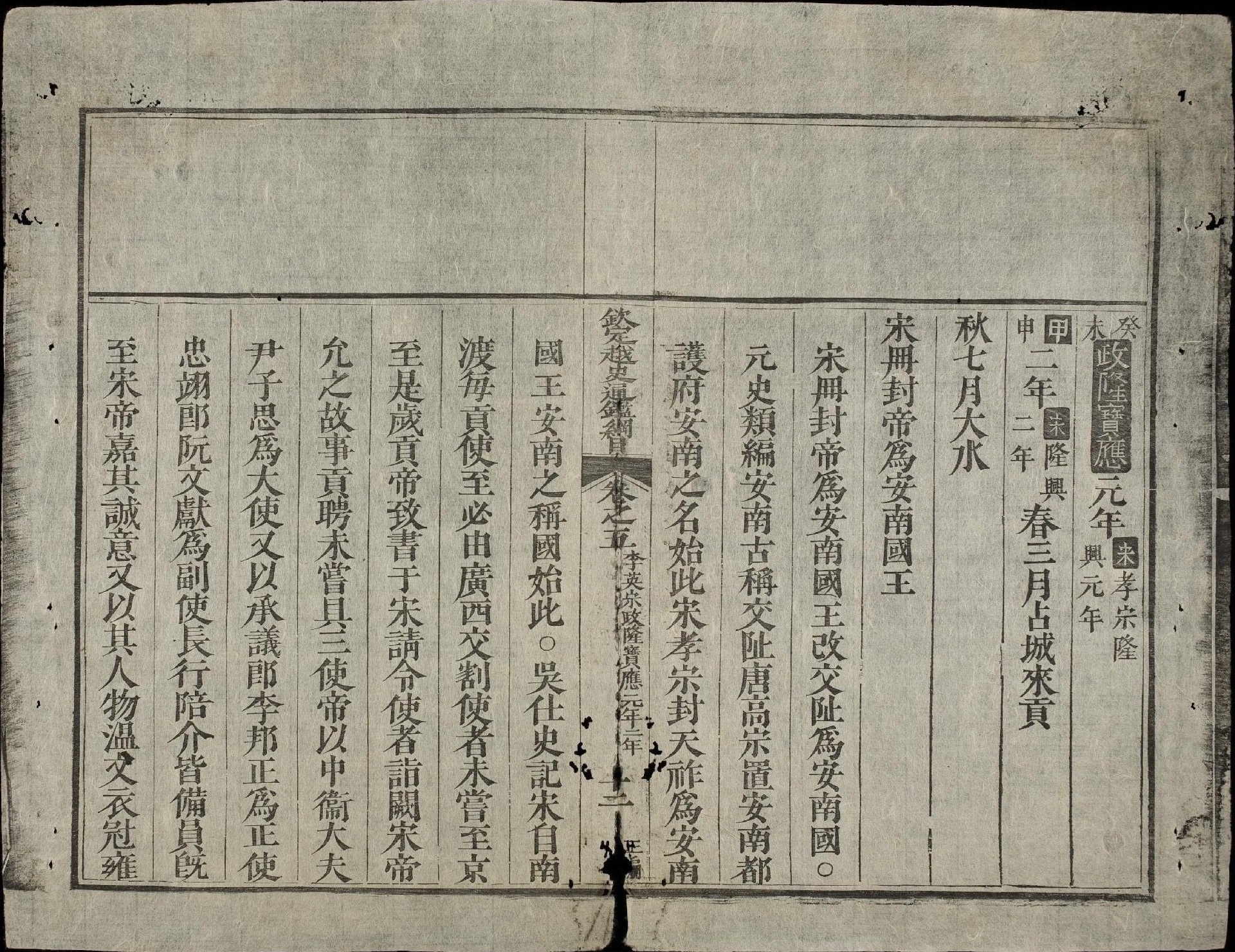
Khâm định Việt sử thông giám cương mục (《欽定越史通鑑綱目》): Doãn Tử Tư (尹子思) đi sứ sang Nam Tống, vua Tống (Hiếu Tông) phong cho vua Lý (Anh Tông) là An Nam quốc vương (安南國王), (ngày 30 tháng 9 năm 1164).

Từ đó người Trung Quốc thường gọi nước Việt Nam là An Nam, bất kể quốc hiệu là gì. Chẳng hạn, Cao Hùng Trưng (đời nhà Minh) đã viết cuốn An Nam chí (nguyên) về đất nước Đại Việt.
Ngay cuốn sách in đầu tiên của một người Việt lưu vong ở Trung Hoa bằng chữ Hán năm 1335 cũng có nhan đề là An Nam chí lược (安南志略), do Lê Tắc (黎崱) viết.
Từ đó xuất hiện các cách gọi "người An Nam", "tiếng An Nam".

### Tự chủ
Tên gọi An Nam do người Trung Quốc sử dụng dần dần được người châu Âu gọi theo. Chẳng hạn đã xuất hiện:
- Dictionarium Annamiticum Lusitanum et Latinum (Từ điển (tiếng) An Nam - Bồ Đào Nha - Latinh) của Alexandre de Rhodes, năm 1651
- Dictionarium Anamitico-Latinum (Từ điển An Nam - Latinh) của Pigneau de Béhaine (Bá Đa Lộc), soạn năm 1773 và được Jean-Louis Taberd biên tập lại và xuất bản năm 1838
- Dictionnaire annamite - français (Từ điển An Nam - Pháp) của J. F. M. Génibrel, năm 1898

Nên nhắc lại là trong những tác phẩm do Alexandre de Rhodes viết nước "Annam" gồm có hai vùng "Tunquin" (Đàng Ngoài) và "Cochinchine" (Đàng Trong). "Cochinchine" lúc ấy, chỉ là miền Trung bây giờ: lúc sách La glorieuse mort d'André catechiste de la Cochinchine được in ra ở Paris vào năm 1653, thì cuộc Nam tiến của Đại Việt chỉ mới vào đến Nha Trang.
Trong lịch sử cận đại, "Annam" được sử dụng trong tiếng Pháp để chỉ phần đất Miền Trung Việt Nam (hay Trung Kỳ) do triều đình Huế của nhà Nguyễn cai trị dưới sự bảo hộ của Pháp. Ngày nay, người Việt thường hiểu từ "Annam" theo một nghĩa tiêu cực, mang hàm ý miệt thị dân tộc và vì vậy không thích sử dụng nó.

### Pháp thuộc

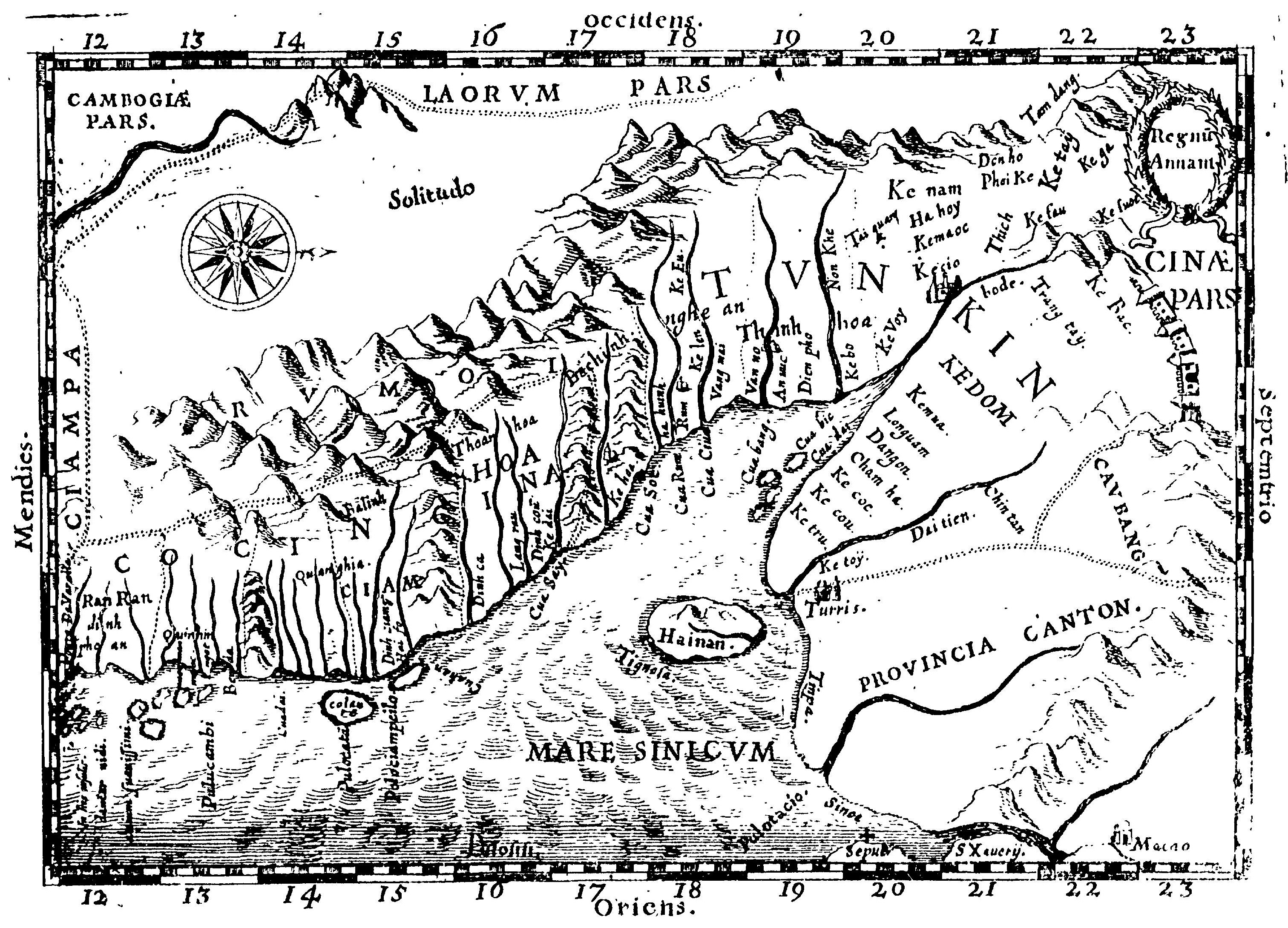
Bản đồ sơ lược "Annam" (1651) do Alexandre de Rhodes phác hoạ

Thời kỳ Pháp thuộc (1887-1945), Việt Nam bị chia thành ba miền Bắc Kỳ (Tonkin), Trung Kỳ (Annam) và Nam Kỳ (Cochinchine) với ba chế độ quản lý khác nhau.
Annam là vùng đất do triều đình nhà Nguyễn cai quản dưới sự bảo hộ của Pháp. Khu vực hành chính có diện tích 150.200 km² nằm ở miền trung Việt Nam với thủ phủ là Huế. Trong phạm vi lãnh thổ của Annam còn có các đô thị lớn khác như Đà Nẵng, Quy Nhơn, Quảng Trị, Vinh. Về mặt hình thức Annam là một quốc gia nằm trong Liên Hiệp Pháp, có bộ máy chính quyền đứng đầu bởi vua Nguyễn, có quốc kỳ, quốc ca. Tuy nhiên về thực chất toàn bộ bộ máy chính quyền tại đây đều bị một quan chức thuộc địa của Pháp - Khâm sứ Trung kỳ (Résident Supérieur d'Annam) giám sát và chi phối. Năm 1945, với việc vua Bảo Đại thành lập Đế quốc Việt Nam, Annam với tư cách là một vùng lãnh thổ hành chính về mặt pháp lý chấm dứt tồn tại.

## Liên kết
1. ↑  An Nam đại quốc họa đồ dưới mắt học giả Mĩ
2. ↑  "Biên dịch:Việt sử lược/Quyển hạ – Wikisource tiếng Việt". vi.wikisource.org. Truy cập ngày 6 tháng 8 năm 2025.
3. ↑  "Biên dịch:Tống sử/Quyển 488 – Wikisource tiếng Việt". vi.wikisource.org. Truy cập ngày 6 tháng 8 năm 2025.
4. ↑  Theo các nguồn Việt sử lược và Tống sử, năm 1174 nhà Tống mới phong hiệu An Nam cho Đại Việt.
5. ↑  John DeFrancis (1979). Colonialism and Language Policy in Viet Nam. Moulton. tr. tr. 70.
6. ↑  Christopher E. Goscha (1995). Vietnam or Indochina?: contesting concepts of space in Vietnamese nationalism, 1887-1954. NIAS Books. tr. tr. 10.

### Tư liệu
- Nguồn gốc quốc danh An Nam[liên kết hỏng]
- Đế quốc An Nam và người dân An Nam - Bức tranh đa diện